# Phaenoglyphis
Phaenoglyphis is een geslacht van vliesvleugelige insecten van de familie Figitidae.

## Soorten
- P. abbreviata (Thomson, 1877)
- P. dolichocera (Cameron, 1889)
- P. duplocarpentieri Evenhuis & Barbotin, 1987
- P. fuscicornis (Thomson, 1877)
- P. helleni Andrews, 1978
- P. heterocera (Hartig, 1841)
- P. longicornis Hedicke, 1928
- P. moldavica Ionescu, 1969
- P. proximus Belizin, 1966
- P. salicis (Cameron, 1883)
- P. stricta (Thomson, 1877)
- P. villosa (Hartig, 1841)
- P. xanthochroa Forster, 1869